# Ernest Greene
Ernest Greene, ursprungligen Ira Steven Levine, född 13 juni 1952, är en amerikansk regissör, skådespelare tillika producent av pornografisk film. Han har sedan 1993 producerat och regisserat filmer med bland andra Jenna Jameson.